# STSAT-3
STSAT-3 (kurz für Science and Technology Satellite-3, auch bekannt als Gwahaggisul-wiseong 3) war ein südkoreanischer Erdbeobachtungs- und Astronomiesatellit, welcher von der KAIST-Universität betrieben wurde.

## Missionsverlauf
Der Satellit wurde am 21. November 2013 auf einer Dnepr-Trägerrakete zusammen mit DubaiSat 2 und mehreren Kleinsatelliten vom Kosmodrom Jasny in Russland gestartet. Wenige Tage später erreicht er seine sonnensynchrone Umlaufbahn und nahm den Betrieb auf. Er arbeitete über 2 Jahre lang und wurde im Dezember 2015 nach mehr als 10.500 Erdumrundungen außer Betrieb genommen.

## Technik
STSAT-3 war ein Mikrosatellit in Form eines etwa 1 m³ großen Würfels. Er besaß eine Masse von 175 kg und eine elektrische Leistung von etwa 275 W.
Die zwei wichtigsten Instrumente an Bord waren:
- MIRIS (Multi-purpose Infrared Imaging System)
- COMIS (Compact Imaging Spectrometer)

Der Satellit wurde durch Solarzellen und Batterien mit Strom versorgt. Seine geplante Lebensdauer betrug zwei Jahre.